# Graeme Sharp
Graeme Marshall Sharp (* 16. Oktober 1960 in Glasgow) ist ein ehemaliger schottischer Fußballspieler.

## Spielerkarriere

### FC Dumbarton
Graeme Sharp startete seine Profikarriere 1978 beim schottischen Zweitligisten FC Dumbarton. Nach einer nur von sporadischen Einsätzen geprägten ersten Saison in der Scottish Football League Second Division, erzielte er in der Saison 1979/80 16 Treffer in 34 Ligaspielen und empfahl sich so für einen Wechsel zum FC Everton.

### FC Everton
Everton hatte den talentierten jungen schottischen Stürmer im April 1980 für £120,000 Ablöse verpflichtet. Unter Trainer Gordon Lee kam Sharp in der Football League First Division 1980/81 lediglich zu vier Ligaeinsätzen. Zu Beginn der Saison 1981/82 übernahm Howard Kendall den Trainerposten bei Everton und leitete in seiner sechsjährigen Amtszeit die erfolgreichste Zeit der Vereinsgeschichte ein. Graeme Sharp (29 Spiele/15 Tore) fand bei Kendall schnell Berücksichtigung und zahlte mit zahlreichen Treffern zurück. In der First Division verpasste die Mannschaft in den ersten drei Spielzeiten die Qualifikation für den Europapokal, dafür erreichte Everton im FA Cup 1983/84 das Finale und bezwang dort den FC Watford mit 2:0. Sharp hatte in der 38. Minute die Führung erzielt, bevor Andy Gray in der 51. den zweiten Treffer erzielte.
Die folgende Saison 1984/85 sollte die erfolgreichste der Vereinsgeschichte werden. Gemeinsam mit seinen Mitspielern Neville Southall, Trevor Steven und Pat Van Den Hauwe holte sich Sharp (36 Spiele/21 Treffer) die Meisterschaft in der Football League First Division 1984/85. Einen weiteren Titel sicherte sich die Mannschaft im Europapokal der Pokalsieger 1984/85, als Everton im Finale in Rotterdam Rapid Wien mit 3:1 bezwingen konnte. Zudem erreichte das Team das Finale des FA Cup 1984/85, verlor dieses jedoch mit 0:1 gegen Manchester United. Aufgrund zahlreicher Verfehlungen englischer Hooligans, die in der Heysel-Katastrophe gipfelten, wurden alle englischen Vereine ab der Saison 85/86 vom Europapokal ausgeschlossen. Everton verpasste daher die Teilnahme am Europapokal der Landesmeister. Dafür gewann der Verein nach der Vizemeisterschaft 85/86 hinter dem FC Liverpool und einer erneuten Finalniederlage im FA Cup 1985/86, in der Football League First Division 1986/87 souverän den Meistertitel. Im FA Cup 1988/89 zog der FC Everton abermals ins Finale ein, verlor jedoch abermals gegen den FC Liverpool die Finalpartie. Sharp hatte in der Saison 85/86 an die gute Vorsaison anknüpfen können und 19 Tore in 37 Ligaspielen erzielt, danach jedoch lediglich 87/88 ein weiteres Mal zweistellig in der First Division getroffen. Der im November 1990 nach über drei Jahren nach Everton zurückgekehrte Howard Kendall verfügte mit Tony Cottee und Mike Newell über zwei treffsichere Stürmer, die den Vorzug vor Sharp erhielten.

### Oldham Athletic
Im Juli 1991 wechselte er daher nach elf erfolgreichen Jahren in Liverpool für £500,000 zu Oldham Athletic. Oldham hatte im Vorjahr nach 68 Jahren Abwesenheit die Qualifikation für die Football League First Division 1991/92 erreicht und sicherte sich mit Sharp den Klassenerhalt. Auch die Einführung der Premier League 1992/93 überstand der Verein in der ersten Liga, ehe in der Premier League 1993/94 als Tabellenvorletzter der Abstieg in die zweite Liga erfolgte. Dafür feierte der Verein durch den Einzug ins Halbfinale des FA Cup 1993/94 einen Erfolg, wo sich Oldham erst im Wiederholungsspiel dem späteren Titelträger Manchester United geschlagen geben musste. Als im November 1994 Joe Royle Oldham verließ, um neuer Trainer beim FC Everton zu werden, übernahm Sharp als Spielertrainer eine neue Funktion. Der Wiederaufstieg in die Premier League verfehlte der Verein in den Folgejahren jedoch deutlich, vielmehr stieg die Mannschaft in der Saison 1996/97 in die dritte Liga ab. Graeme Sharp hatte den Verein bereits im März 1997 verlassen.
Er verbrachte eine Saison als Spielertrainer in der League of Wales 1997/98 beim walisischen Erstligisten Bangor City und sicherte sich mit seiner Mannschaft den Titel im Welsh Cup 1998, ehe er seine Karriere beendete.

### Schottische Nationalmannschaft
Zwischen 1985 und 1988 bestritt Graeme Sharp 12 Länderspiele für die schottische Fußballnationalmannschaft und erzielte dabei einen Treffer. Höhepunkt seiner Nationalmannschaftskarriere war die Teilnahme an der Fußball-Weltmeisterschaft 1986 in Mexiko. Schottland scheiterte bereits in der Vorrunde an Deutschland, Uruguay und Dänemark. Sharp kam lediglich im letzten Gruppenspiel beim 0:0 gegen Uruguay zum Einsatz.

## Titel und Erfolge
- Englischer Meister: 1985 und 1987
- FA-Cup-Sieger: 1984
- FA-Cup-Finalist: 1985, 1986 und 1989
- Europapokal-der-Pokalsieger-Gewinner: 1985
- Walisischer Pokalsieger: 1998